# 赫姆斯利猪笼草
赫姆斯利猪笼草（学名：Nepenthes hemsleyana）是婆罗洲特有的热带食虫植物。其生长于海拔200米以下的泥炭沼澤森林和荒原森林。
其种加词“hemsleyana”来源于描述了麦克法兰猪笼草（N. macfarlanei）及斯迈尔斯猪笼草（N. smilesii）的植物学家威廉·博廷·赫姆斯利。

## 植物学史
该物种的分类状态在很长一段时间内都不明确。1877年，弗雷德里克·威廉·伯比奇在“海拔约500英尺高的岩石山上”首次采集到了该类群的标本。该发现地位于婆罗洲沙捞越老越河（Lawas River）Meropok分支源头。其与小猪笼草（N. gracilis）、刚毛猪笼草（N. hirsuta）、莱佛士猪笼草（N. rafflesiana）及维奇猪笼草（N. veitchii）同域分布。弗雷德里克·威廉·伯比奇曾非正式的将该类群称之为“N. rafflesiana "glaberrima"”，但没有迹象表明其与约瑟夫·道尔顿·胡克1873年描述的光叶莱佛士猪笼草（N. rafflesiana var. glaberrima）并非同一个类群，他未提供代表性的标本或捕虫笼形态特征的描述。弗雷德里克·威廉·伯比奇的三份标本现存于英国皇家植物园标本馆中。
1908年，约翰·缪尔黑德·麦克法兰在其专著《猪笼草科》中正式描述了赫姆斯利猪笼草。他注意到该类群与莱佛士猪笼草很相似，但其区别在于“叶脉、长且纤细的笼蔓、细长的捕虫笼、心形且具腺体的笼盖等”。1928年，B·H·丹瑟在其著作《荷属东印度群岛的猪笼草科植物》中将赫姆斯利猪笼草归入了莱佛士猪笼草，其似乎并没有检查赫姆斯利猪笼草的模式标本。往后的猪笼草属专著都跟随了丹瑟的处理。
在园艺及植物学界其实早就意识到这一类群与莱佛士猪笼草典型变型之间的差异，该类群常被非正式的称为莱佛士猪笼草长型变型（N. rafflesiana f. elongata）:63-64、长莱佛士猪笼草（N. rafflesiana var. elongata）或长猪笼草（N. sp "elongata"）。2011年，查尔斯·克拉克、乔纳森·莫兰及李乾将其正式的描述为巴兰猪笼草（N. baramensis）。2013年，马蒂亚斯·沙曼（Mathias Scharmann）及T·乌尔玛·格拉夫（T. Ulmar Grafe）指出该类群其实在100多年前就已被描述为了赫姆斯利猪笼草，根据植物学命名优先原则，其应更名为赫姆斯利猪笼草。同时，他们还将亚多腺莱佛士猪笼草（N. rafflesiana var. subglandulosa）归入该类群中。

## 形态特征

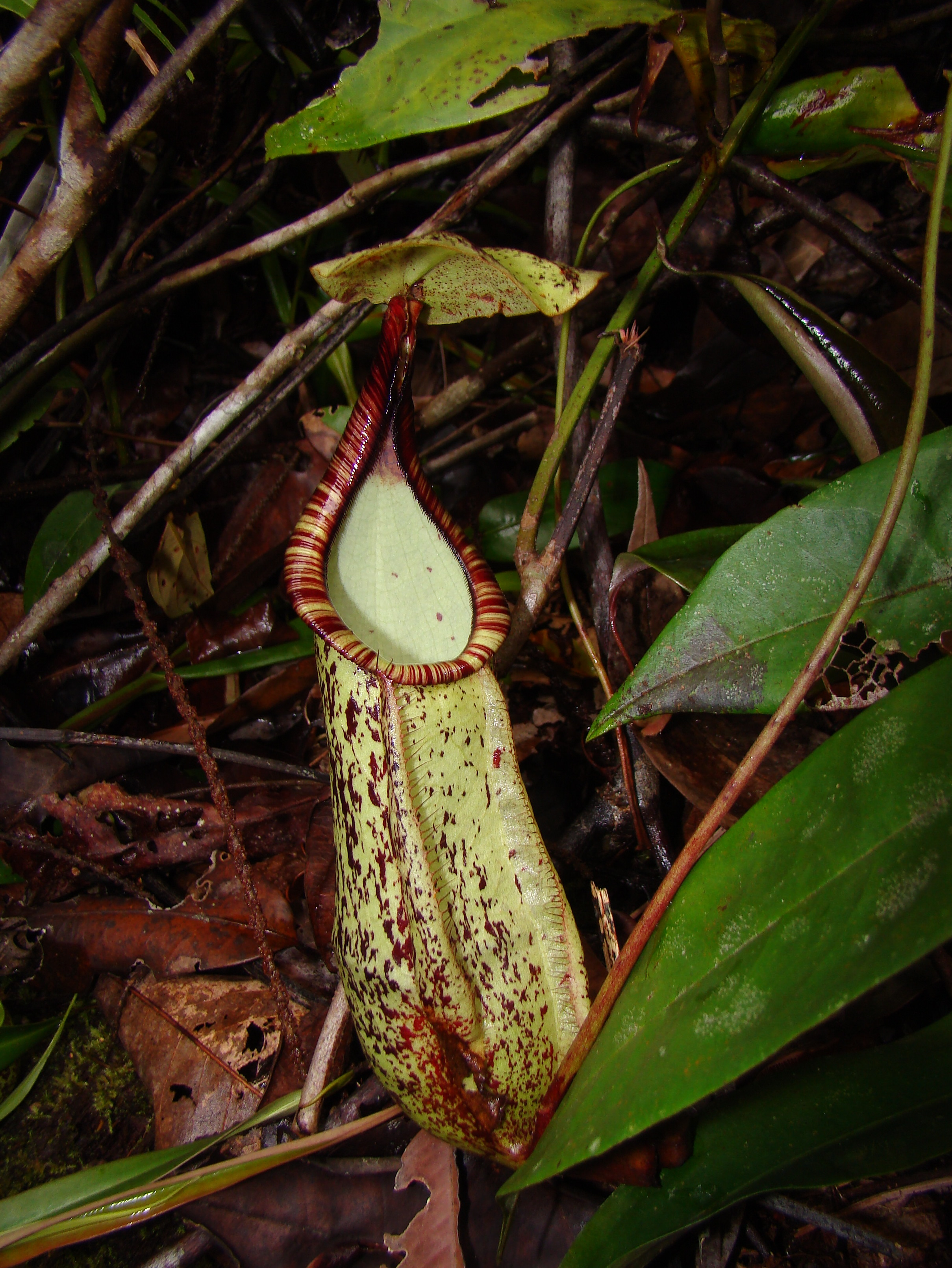
生长于文莱的赫姆斯利猪笼草的下位笼

赫姆斯利猪笼草与莱佛士猪笼草的典型变型非常近似，但所有的部分都更长。其叶片基部较莱佛士猪笼草更长，而叶柄更短，但叶片末端两者没有明显差异。赫姆斯利猪笼草笼蔓始终为圆柱形，而莱佛士猪笼草的笼蔓可为扁圆柱形或带翅。其上位笼内表面具有发达的蜡质区，而莱佛士猪笼草不具备。此外，赫姆斯利猪笼草的笼盖上表面存在与毛盖猪笼草（N. tentaculata）类似的多细胞丝状附属物；而该特征从未在莱佛士猪笼草上发现。

## 分布范围
已知赫姆斯利猪笼草分布于文莱（马来奕县及都东县）及沙捞越北部沿海地区（巴兰河地区及民都鲁省），包括美里及姆鲁山国家公园。但在西加里曼丹省卡普阿斯河地区拍摄的照片及尚未确定的标本表明其分布范围可能远大于此。
该物种可能仍存在于模式产地沙捞越老越附近，但自弗雷德里克·威廉·伯比奇造访后，该地区大部分原始森林都已被破坏并种上了油棕。Merapok河旁的两座小山可能即是确切的模式产地，但在这两座山上未发现赫姆斯利猪笼草。

## 自然杂交种
已发现两种关于赫姆斯利猪笼草与苹果猪笼草（N. ampullaria）及莱佛士猪笼草的自然杂交种，但仅存在于有人类活动的地区。赫姆斯利猪笼草与苹果猪笼草的杂交种并不等同于虎克猪笼草（N. × hookeriana），其捕虫笼内表面具蜡质区，唇较窄，且笼盖上表面存在丝状附属物。

## 与蝙蝠共生
赫姆斯利猪笼草的捕虫方式也与莱佛士猪笼草不同。赫姆斯利猪笼草上位笼的蜡质区大为扩展，消化液呈水状，粘度低。其也缺乏紫外线反射，且产生的蜜液和气味也较少。哈氏彩蝠（Kerivoula hardwickii)常栖息于赫姆斯利猪笼草的上位笼中。它们之间似乎存在着互利共生的关系，赫姆斯利猪笼草为哈氏彩蝠提供庇护场所，而哈氏彩蝠以粪便的形式回馈赫姆斯利猪笼草额外的氮素。据统计，其叶片中的氮素有33.8%来源于哈氏彩蝠的粪便。
即是赫姆斯利猪笼草的数量不对，但能够给哈氏彩蝠提供一个更好的栖息环境。与二齿猪笼草相比，赫姆斯利猪笼草的捕虫笼更长且寄生虫更少。干扰实验也表明，哈氏彩蝠会优先选择赫姆斯利猪笼草作为栖息场所。
哈氏彩蝠的发声频率（起于250 kHz）是已知所有蝙蝠中最高的，这可能是由于其需要在茂密的植被中找到捕虫笼而形成的一种适应。哈氏彩蝠可能进一步通过赫姆斯利猪笼草上位笼后壁的一个抛物线结构来辅助其寻找捕虫笼。该结构的回声反射比同等面积的近缘物种的捕虫笼要高得多。

## 扩展阅读
- 食虫植物照片搜寻引擎中赫姆斯利猪笼草的照片 （页面存档备份，存于）
- （法文） Gaume, L. N.d. Piège reposant sur une surface cireuse glissante : le cas de Nepenthes rafflesiana var. elongata. [video] UMR AMAP.

 维基共享资源上的相關多媒體資源：赫姆斯利猪笼草
 維基物種上的相關：赫姆斯利猪笼草